# Dag Hammarskjöld
Dag Hammarskjöld (pronunciaciónⓘ) (Dag Hjalmar Agne Carl Hammarskjöld; Jönköping, Suecia, 29 de julio de 1905-Ndola, Federación de Rodesia y Nyasalandia, 18 de septiembre de 1961) fue un político, economista y diplomático sueco, secretario general de la Organización de las Naciones Unidas (ONU) entre el 7 de abril de 1953 y el 18 de septiembre de 1961, momento en que falleció al estrellarse el avión en el que viajaba para mediar en el conflicto de Katanga en el Zaire o Congo Belga. Existen indicios de que el aparato de Hammarskjöld no sufrió un accidente, sino que fue derribado, pero la causa veraz del accidente es aún desconocida. Semanas después, el diplomático y funcionario internacional recibió a título póstumo el Premio Nobel de la Paz de 1961.

## Biografía

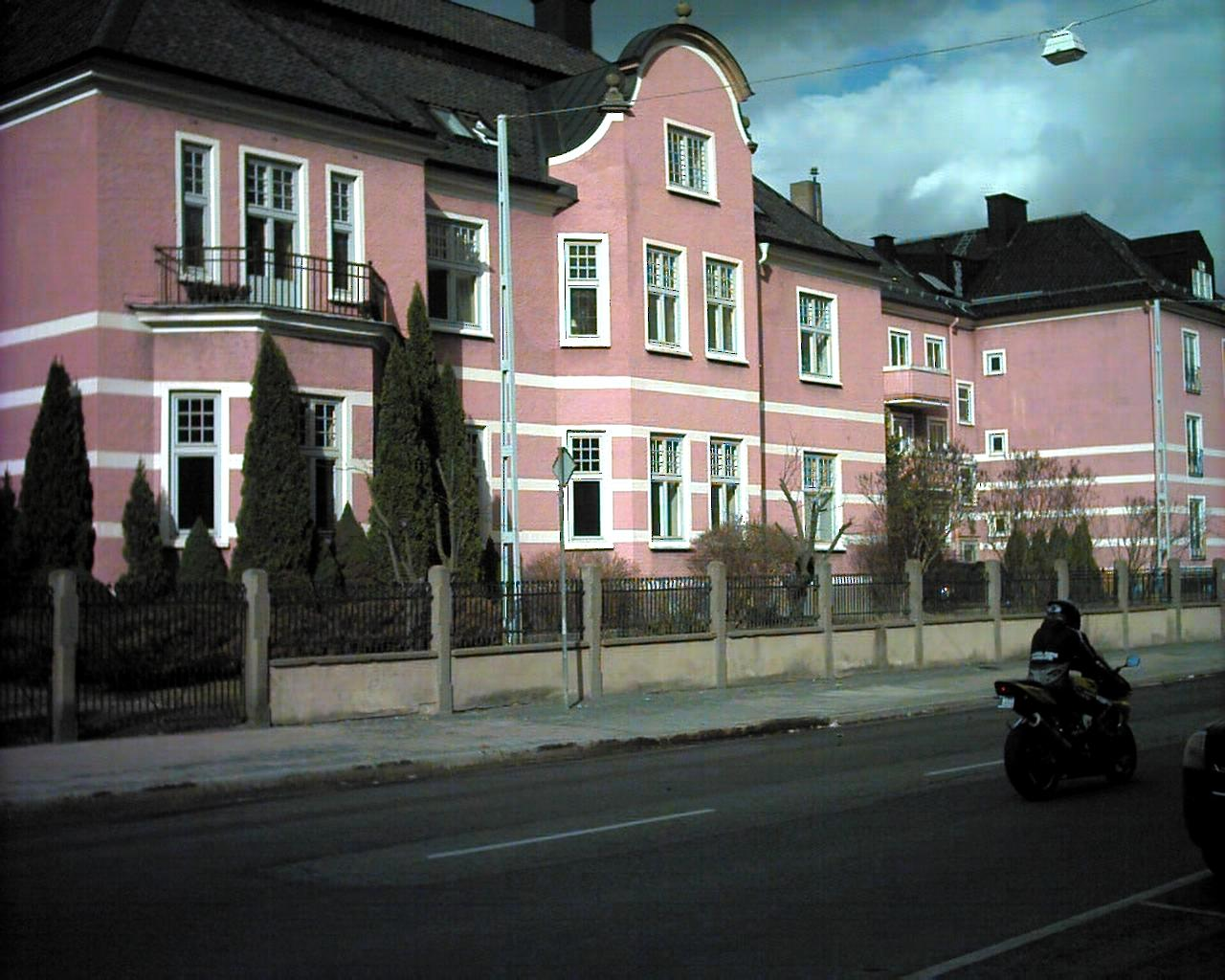
Villa Liljeholmen en Jönköping, casa natal de Hammarskjöld.

## Primeros años, educación y primera parte de su carrera profesional
Dag Hammarskjöld nació en Jönköping en el seno de la familia noble Hammarskjöld (también escrito Hammarskiöld o Hammarsköld). Pasó la mayor parte de su infancia en Uppsala. Su hogar allí, que consideraba su casa de la infancia, era el Castillo de Uppsala. Era el cuarto y más joven hijo de Hjalmar Hammarskjöld, que fue primer ministro de Suecia de 1914 a 1917.
Hammarskjöld estudió primero en la Katedralskolan de Uppsala y luego en la Universidad de Uppsala. En 1930, ya había obtenido la Licenciatura de Filosofía y la Maestría en Derecho. Antes de terminar la carrera de Derecho ya había conseguido un puesto como secretario adjunto del Comité gubernamental sobre el Desempleo.
Durante este tiempo escribió su tesis de economía, "Konjunkturspridningen ("La propagación del ciclo económico"), y recibió un doctorado de la Universidad de Estocolmo. En 1936, se convirtió en secretario del Banco Central sueco, el Sveriges Riksbank. De 1941 a 1948, fue presidente del Consejo General del Riksbank.
Hammarskjöld desarrolló rápidamente una exitosa carrera como funcionario público sueco. Fue secretario de Estado en el Ministerio de Finanzas entre 1936 y 1945, delegado sueco en la Organización para la Cooperación Económica Europea 1947-1953, secretario de gabinete del Ministerio de Asuntos Exteriores 1949-1951 y ministro sin cartera en el gobierno de Tage Erlander 1951-1953.
Ayudó a coordinar los planes del gobierno para aliviar los problemas económicos del periodo posterior a la Segunda Guerra Mundial y fue delegado en la conferencia de París que estableció el Plan Marshall. En 1950, se convirtió en jefe de la delegación sueca en UNISCAN, un foro para promover la cooperación económica entre el Reino Unido y los países escandinavos. Aunque Hammarskjöld sirvió en un gabinete dominado por los Socialdemócratas, nunca entró oficialmente en ningún partido político.
En 1951, Hammarskjöld fue vicepresidente de la delegación sueca en la Asamblea General de las Naciones Unidas en París. En 1952 se convirtió en el presidente de la delegación sueca en la Asamblea General de la ONU de Nueva York. El 20 de diciembre de 1954 fue elegido para ocupar el puesto vacante de su padre en la Academia Sueca.
Con 31 años, poco después de obtener su doctorado en economía política, fue nombrado subsecretario permanente del Ministerio sueco de Finanzas, y en 1945 consejero en el Gabinete sueco ministerial en Asuntos Económicos y Financieros. En dicho cargo organizó, entre otras cosas, distintos proyectos gubernamentales para los problemas económicos que surgían a consecuencia de la Segunda Guerra Mundial y el período de posguerra. Cuatro años más tarde fue designado secretario general en la Oficina de Asuntos Exteriores, y en 1951 se unió al Gabinete sueco como ministro sin cartera. Se encargaba de los problemas económicos y de cooperación económica con países en vías de desarrollo.

## Secretario general de Naciones Unidas

### Nominación y elección
El 10 de noviembre de 1952, Trygve Lie anunció su dimisión como secretario general de las Naciones Unidas. Siguieron varios meses de negociaciones entre las potencias occidentales y la Unión Soviética, sin llegar a un acuerdo sobre su sucesor. El 13 y el 19 de marzo de 1953, el Consejo de Seguridad votó a cuatro candidatos. Lester B. Pearson de Canadá fue el único candidato que obtuvo la mayoría necesaria, pero fue vetado por la Unión Soviética. En una consulta de los miembros permanentes el 30 de marzo de 1953, el embajador francés Henri Hoppenot sugirió cuatro candidatos, entre ellos Hammarskjöld, a quien había conocido en la Organización para la Cooperación Económica Europea.
Las superpotencias esperaban nombrar a un secretario general que se centrara en cuestiones administrativas y se abstuviera de participar en el debate político. La reputación de Hammarskjöld en aquella época era, en palabras del biógrafo Emery Kelèn, «la de un economista brillante, un técnico discreto y un aristoburócrata». En consecuencia, su selección apenas suscitó controversia; el representante permanente soviético, Valerian Zorin, consideró a Hammarskjöld «inofensivo». Zorin declaró que votaría por Hammarskjöld, sorprendiendo a las potencias occidentales. El anuncio desencadenó una gran actividad diplomática. El secretario de Asuntos Exteriores del Reino Unido, Anthony Eden, se mostró firmemente a favor de Hammarskjöld y pidió a Estados Unidos que «tomara cualquier acción apropiada para inducir a los chinos [nacionalistas] a abstenerse». (Suecia reconoció a la República Popular China y se enfrentó a un posible veto de la República de China). En el Departamento de Estado de Estados Unidos, el nombramiento «fue una completa sorpresa para todos los presentes y empezamos a revolver para averiguar quién era el señor Hammarskjold y cuáles eran sus calificaciones». El Departamento de Estado autorizó a Henry Cabot Lodge Jr., el embajador de Estados Unidos, a votar a favor después de que éste les dijera que Hammarskjöld "puede ser lo mejor que podemos conseguir".
Hammarskjöld fue elegido secretario general de las Naciones Unidas por la Asamblea General el 7 de abril de 1953. En septiembre de 1957, salió reelegido de forma unánime para desempeñar el cargo por otros cinco años.
Al frente de las Naciones Unidas siempre destacó como un pacifista, redoblando esfuerzos por evitar guerras, cumpliendo con ello uno de los objetivos de la Carta de las Naciones Unidas.

### Muerte
Siguiendo las medidas dictadas por el Consejo de Seguridad, las Fuerzas de Paz de la ONU se desplegaron en el Congo a inicios de los años sesenta. El propio Hammarskjöld viajó a ese país en cuatro ocasiones (1960-1961) para conocer in situ el trabajo de los Cascos azules. El cuarto viaje, el 12 de septiembre de 1961, fue el último que realizó; el avión que le llevaba a la misión de trabajo de la ONU se estrelló, falleciendo todos los pasajeros. Su muerte desencadenó también  una crisis en la ONU para encontrar un sucesor.
El 16 de marzo de 2015, el secretario general de las Naciones Unidas Ban Ki-moon nombró a los miembros de un Grupo Independiente de Expertos para examinar la nueva información relacionada con la muerte de Hammarskjöld. El panel de tres miembros estaba dirigido por Mohamed Chande Othman, el presidente del Tribunal Supremo de Tanzania, e incluía a Kerryn Macaulay (representante de Australia ante la OACI) y a Henrik Larsen (experto en balística de la Policía Nacional danesa). El informe de 99 páginas del panel, publicado el 6 de julio de 2015, asignaba un valor «moderado» a nueve nuevos relatos de testigos presenciales y a transcripciones de transmisiones de radio. Esos relatos sugerían que el avión de Hammarskjöld ya estaba en llamas cuando aterrizó y que otros aviones a reacción y agentes de inteligencia estaban cerca.
En 2017 algunas investigaciones apuntaban a que el avión pudo haber sido derribado por otro.

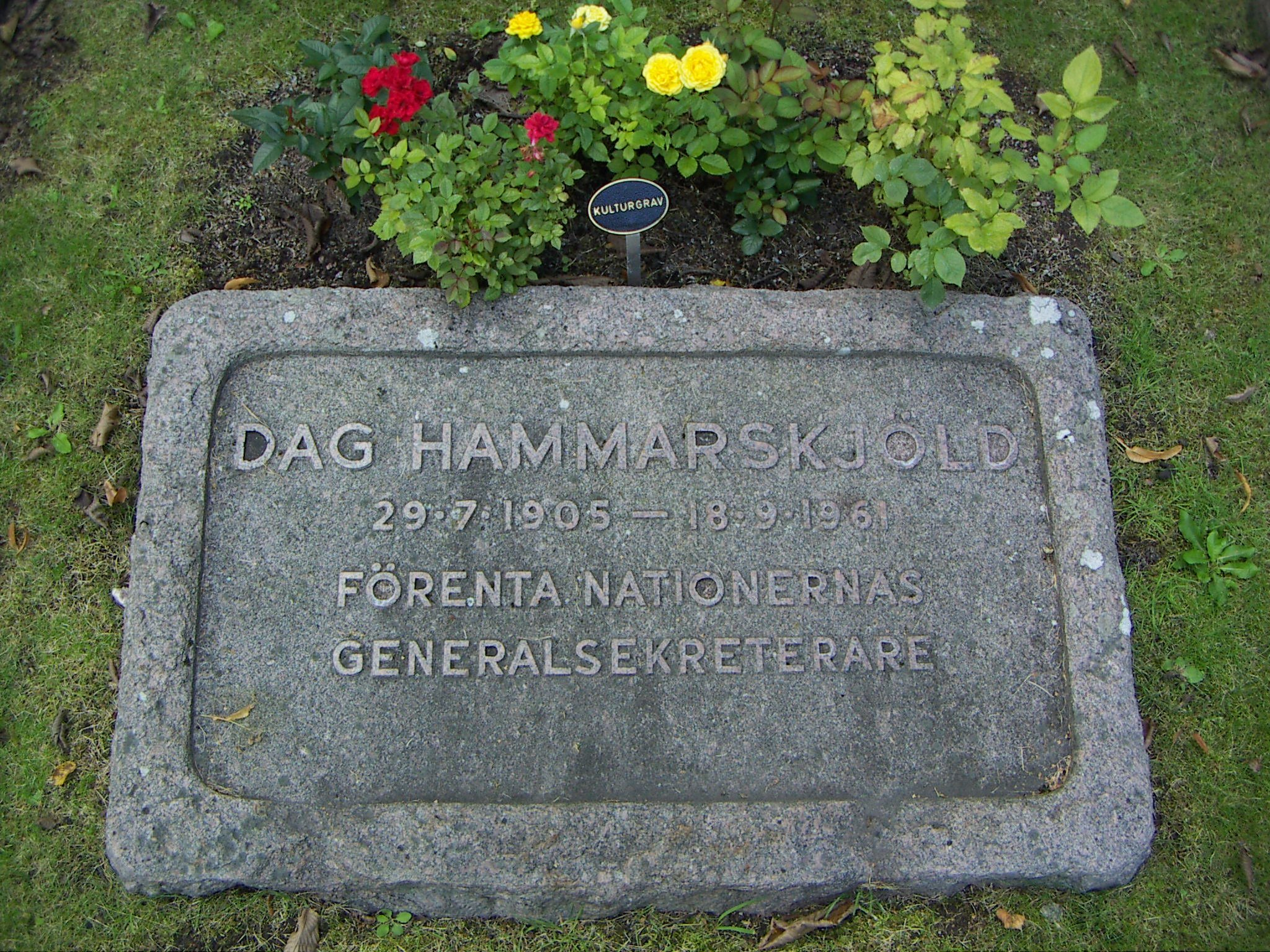
Tumba de Hammarskjöld en Upsala.

Hammarskjöld murió cuando solo restaba un año y cuatro meses para terminar su segundo período como secretario general. En su memoria se llamó con su nombre a la biblioteca central de la ONU, Dag Hammarskjöld Library.
A Dag Hammarskjöld le fue otorgado  el Premio Nobel de la Paz póstumo en 1961.
En su testamento de 1959, Hammarskjöld dejó su archivo personal a la Biblioteca Nacional de Suecia.

## Escritor
A Dag Hammarskjöld se le considera, además, un autor espiritual (por ejemplo, su obra Marcas en el camino; cf. VV.AA., 1999); tanto diccionarios de mística (Velocci, 1998) como revistas de espiritualidad (Durel, 2002) lo refieren en sus elencos y estudios.